# Caloplaca
Genre
Caloplaca (du grec calos, « beau » et placa, « plaque ») est un genre de champignons lichénisés incrustants. Avant son premier démembrement en 2013, ce genre très hétérogène comportait un millier d'espèces. Plusieurs études de phylogénie moléculaire ont à ce jour permis de le subdiviser en plus de trente nouveaux genres désormais admis par la communauté des lichénologues. Dans ce nouveau contexte, le genre Caloplaca proprement dit ne comporte plus qu'une dizaine d'espèces.

## Liste d'espèces
Selon Arup et al. (2013) :
- Caloplaca cerina (Hedw.) Th. Fr.
- Caloplaca chlorina (Flot.) Sandst.
- Caloplaca hanneshertelii S. Y. Kondr. & Kärnefelt
- Caloplaca isidiigera Vězda.
- Caloplaca marina Wedd.
- Caloplaca monacensis (Leder.) Lettau
- Caloplaca pinicola H. Magn.
- Caloplaca sterilis Šoun, Khodos. & Vondrák
- Caloplaca stillicidiorum (Vahl.) Lynge
- Caloplaca subalpina Vondrák, Šoun & Palice
- Caloplaca thrachopontica Vondrák & Šoun
- Caloplaca turkuensis (Vain.) Zahlbr.
- Caloplaca ulmorum (Fink) Fink